# Albert von Behaim
Albert von Behaim (Passavia, 1180 – Passavia, 1260) è stato un politico e religioso tedesco.
Dopo aver avuto in gioventù vari incarichi forensi a Roma, fu nominato giudice nel 1238.
Sostenitore di Ottone di Baviera, scatenò la sua ira contro Corrado di Frisinga, provocando il declino di quest'ultimo. Rivale anche di Federico II di Svevia, fu esiliato da Passavia (1241) per nove anni.
Partecipante al concilio di Lione, fu imprigionato dal re Ottocaro II di Boemia.